# 圣救主座堂
圣救主座堂，为位于中国安徽省安庆市的一座哥特復興式教堂，青砖砌筑，由美国圣公会兴建于1900年至1903年，为圣公会皖赣教区的主教座堂。文革期间该堂被工厂占用，并将内部改建为两层居民楼房屋。2007年，圣救主座堂进行修缮，恢复启用。